# Dinggedicht
Dinggedicht (dal Tedesco; letteralmente: "poesia delle cose" | plurale: Dinggedichte) è una forma poetica, che ha come soggetto la descrizione meticolosa di un oggetto.
Sviluppatasi durante la seconda metà del XIX secolo, una Dinggedicht si basa su un oggetto animato o inanimato descritto in da un punto di vista distante, spesso dissociato e oggettivato. Il poeta mira a trovare la lingua specifica e possibilmente propria dell’oggetto descritto. Il poeta tenta infatti di lasciare che l'oggetto stesso parli nella sua lingua, affinché esprima la sua essenza interiore. In questa tradizione sono stati spesso ripresi oggetti d'arte, quali sculture, vasi, quadri, ma più recentemente i poeti hanno utilizzato anche oggetti della vita quotidiana. Inoltre, la Dinggedicht non deve necessariamente descrivere un oggetto fisico, ma anche recuperare nozioni astratte in modo oggettivato. La forma di scrittura utilizzata nella Dinggedicht è spesso la terza persona.
Il termine tecnico Dinggedicht è stato coniato dallo studioso letterario tedesco Kurt Oppert.

## Dinggedichteparticolarmente rilevanti
- Eduard Mörike (ad esempio, Auf eine Lampe )
- Conrad Ferdinand Meyer (ad esempio, Der römische Brunnen )
- Rainer Maria Rilke (p. Es., Archaischer Torso Apollos, Der Panther, Das Karussell, Blaue Hortensie)
- Paul-Henri Campbell (p. Es., The Spacewalk Sutra )